# 金寶電子
金寶電子工業股份有限公司（Kinpo Electronics, Inc.；臺證所：2312）是台灣的消費性電子產品代工大廠，1973年4月26日成立，以製造電子計算機內外銷起家，與仁寶電腦同為金仁寶集團兩大核心公司。
創立起源1973年4月26日，溫世仁、姚四川、林百里、梁次震、周永嘉與江英村，這6位國立台灣大學的高材生，因理念不合，離開三愛電子。待業中苦覓創業機會的6人，經介紹認識年屆知天命的桃園鄉紳許潮英（50歲）的外甥女婿蔡嘉文與長子許勝雄，許勝雄回家向父親稟告此製造計算機的計劃。這6位年輕人準備好創業企畫書，拜訪許潮英。惜才愛才的許老先生在聽取6人的創業計劃後，慨然合資新台幣600萬元，成立金寶電子。金寶創業起初逢石油危機，金寶資本額迅速用罄，許潮英先生抵押桃園兩棟房子，盡力在資金上奔波籌措，成立4、5年後，金寶逐漸茁壯穩定。爾後，江英村先生成立致福電子，溫世仁先生投資英業達，林百里先生與梁次震先生也在1987年另創廣達電腦，姚四川先生任仁寶電腦總經理，姚四川於1990年辭世。周永嘉先生目前仍為金寶電子及仁寶電腦監察人。

## 歷史發展
1973年4月24日，「金寶電子」成立於台北市中山北路二段39巷2之2號三、四樓，面積120坪，員工50人。創立之初，透過購買國外計算機產品拆解研究的反向工程技術，研發生產製造出第一台計算機compex-12。這台計算機的外型設計，獲得經濟部工業局於1974年舉辦的產品設計獎第2名。
1975年，員工擴增為200人，遷址於新北市新莊區化成路163號3樓。隨著時代的潮流，推出科學型計算機，LCD型計算機。
1977年，廠辦遷址至台北市南京東路五段99至109號。
1980年，於新北市深坑區購地興建3600坪廠房。
1982年，深坑廠開工生產電腦終端機。
1983年，於龜山工業區購買5200坪土地為龜山廠，成立「仁寶電子」。
1987年11月15日下午5時40分，龜山工業區仁寶電腦發生大火，廠房全數燒毀，僅剩員工餐廳，財物損失逾新台幣1億元；金寶電子透過9人重建小組，搭雨棚克難恢復生產線，穩住客戶，防止銀行抽銀根，並在一周內即開工恢復生產。
1988年，「仁寶電子」更名為「仁寶電腦工業股份有限公司」，專門生產與銷售電腦周邊設備。

## 外部連結
- （繁體中文）金寶電子 （页面存档备份，存于）